# 贗快度

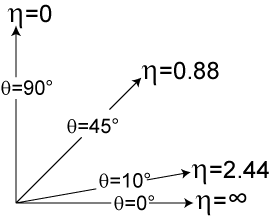
贗快度隨著角度由零開始增加，逐漸由無限大遞減。在實驗粒子物理之中，極角θ為零通常指的是入射粒子束流的方向。

在實驗粒子物理學當中，贗快度（pseudorapidity, {\displaystyle \eta }）是一個常用的空間座標，用來描述粒子運動方向，與入射粒子束流的夾角。其定義為：
{\displaystyle \eta =-\ln \left[\tan \left({\frac {\theta }{2}}\right)\right],}
其中{\displaystyle \theta \,}是粒子动量與入射粒子束流的夾角（極角）。
可以将赝快度的定义写为粒子三动量{\displaystyle \mathbf {p} }的函数：
{\displaystyle \eta ={\frac {1}{2}}\ln \left({\frac {|\mathbf {p} |+p_{L}}{|\mathbf {p} |-p_{L}}}\right)={\mbox{arctanh}}\left({\frac {p_{L}}{|\mathbf {p} |}}\right)}
其中{\displaystyle p_{L}}代表粒子沿粒子束流方向的動量。
當粒子的運動速度接近光速或者粒子的质量可以忽略時，有{\displaystyle m\ll \mathbf {p} \Rightarrow E\approx |\mathbf {p} |\Rightarrow \eta \approx y}，贗快度近似於快度y。这种情况下，粒子的能量几乎只来自动量，类似于光子。快度在高能物理实验中的常用定義為：
{\displaystyle y={\frac {1}{2}}\ln \left({\frac {E+p_{L}}{E-p_{L}}}\right)}
不過，贗快度只與粒子運動方向與粒子束流方向的夾角（極角）有關，與粒子所帶的能量無關。需要注意的是，在高能物理实验中，粒子束流方向的选择是相对的，是根据情况来选择的。
在強子對撞機的環境下，人們偏好使用快度（贗快度）來取代極角{\displaystyle \theta }。这是因为大致上可以认为粒子的產生恒为快度的函數。并且，在粒子束流的方向上，快度的改变不用考虑勞侖茲變換，快度的改变与伽利略变换里速度的改变类似，是线性加减的。这样，在强子对撞实验中进参照系变换时（如在质心参照系和实验室参照系之间进行变换），快度的改变就只是一个固定的差值。
以下是一些代表性的數字：
| {\displaystyle \theta \,} (角度) | {\displaystyle \eta } （贗快度） |
| -------------------------------- | -------------------------------- |
| 0                                | 無限大                           |
| 5                                | 3.13                             |
| 10                               | 2.44                             |
| 20                               | 1.74                             |
| 30                               | 1.31                             |
| 45                               | 0.88                             |
| 60                               | 0.55                             |
| 80                               | 0.175                            |
| 90                               | 0                                |

我們可以從下圖中看出來，贗快度對極角{\displaystyle \theta =90}是對稱的。換句話說，{\displaystyle \eta }在{\displaystyle 180-\theta } = {\displaystyle -\eta }在{\displaystyle \theta }.